# تیرپ
شهر تیرپ (به سوئدی: Tierp) در ناحیه شهری تیرپ در کشور سوئد واقع شده‌است. جمعیت این شهر ۱۳۰۴٫۷۵  نفر است.